# Cuy chactao
El cuy chactao o cuy chactado és un menjar típic de la gastronomia peruana, de la regió d'Arequipa. Es tracta d'un conill porquí fregit amb abundant oli i amb una pedra com a tapa. El cuy és presentat enter, sense trossejar, per la qual cosa és un plat que no té molt bona acollida a les zones urbanes del Perú; nogensmenys, a les regions andines és molt apreciat, estant criat aquest animal per les famílies, moltes vegades dins les seves cases.